# Emily Winterburn
Emily Winterburn es una escritora, física e historiadora de la ciencia británica afincada en Yorkshire. Es profesora visitante en la Universidad de Leeds. Es autora del libro The Quiet Revolution of Caroline Herschel, publicado por The History Press en 2017.

## Trayectoria
Estudió física en la Universidad de Mánchester. Permaneció allí para completar un máster en Historia de la Ciencia, centrado en el físico y químico británico Ernest Rutherford y el departamento de física de Manchester entre 1907 y 1919.
Se incorporó al Real Observatorio de Greenwich como conservadora de objetos astrofísicos desde 1250 hasta la actualidad. Mientras estaba en el Real Observatorio, Winterburn publicó The Astronomers Royal, y apareció en el programa In Our Time de Melvyn Bragg en 2007, hablando sobre óptica. Además de la labor de curadoría, comenzó un doctorado en el Imperial College London, estudiando a la familia Herschel. En 2011, presentó su tesis doctoral The Herschels: a scientific family in Training (Los Herschel: una familia científica en formación). Su tesis fue bien recibida por las comunidades científicas históricas. Winterburn escribe para la revista Astronomy Now.
En 2009, se incorporó al Museo de Ciencias de la Universidad de Leeds como conservadora. Ese año publicó The Stargazer's Guide con la editorial HarperCollins. Winterburn es una experta en la familia Herschel y en los instrumentos astronómicos islámicos. Participó en la celebración de la Royal Society en 2015 para el Día Internacional de la Mujer, donde habló sobre la participación de las niñas en la educación científica y en la sociedad. Colaboró en el libro de la editorial Springer Publishing, The Scientific Legacy of William Herschel.
Después de haber publicado extensamente sobre la familia Herschel, Winterburn comenzó a escribir The Quiet Revolution of Caroline Herschel (La revolución silenciosa de Caroline Herschel) en 2012. Se centra en los diez años más productivos de la carrera académica de la astrónoma alemana Caroline Herschel, trabajando con el telescopio de su hermano William Herschel y encontrando cometas. El libro se publicó en 2017 y se ha descrito como una "lectura excelente".

## Obra
- 2017 The Quiet Revolution of Caroline Herschel[15]
- 2009 The Stargazer's Guide[16]
- 2005 The Astronomers Royal[17]

## Reconocimientos
Ganó el premio de ensayo Notes & Records de la Royal Society en 2014 por su ensayo Philomaths, Herschel, and the myth of the self-taught man (Philomaths, Herschel y el mito del hombre autodidacta).